# Georgia Southern University
La Georgia Southern University è una università pubblica statunitense con sede a Statesboro, in Georgia, negli Stati Uniti d'America.
È stata fondata nel 1906 ed attualmente è parte del University System of Georgia.  È la quinta per grandezza del sistema universitario della Georgia ed è stata classificata come Doctoral and Research University (2006)  dalla The Carnegie Foundation for the Advancement of Teaching.
È la più grande università nella parte meridionale dello stato e offre più di 100 indirizzi di studio tra  undergraduate (baccellierato), masters e programmi di dottorato suddivisi in 8 college:
- College of Business Administration, su coba.georgiasouthern.edu.
- College of Education, su coe.georgiasouthern.edu.
- College of Information Technology, su cit.georgiasouthern.edu. URL consultato il 2 maggio 2011 (archiviato dall'url originale il 3 febbraio 2008).
- College of Health and Human Sciences, su chhs.georgiasouthern.edu.
- Jack N. Averitt College of Graduate Studies, su cogs.georgiasouthern.edu.
- Jiann-Ping Hsu College of Public Health [collegamento interrotto], su jpscoph.georgiasouthern.edu.
- College of Liberal Arts and Social Sciences, su class.georgiasouthern.edu.
- Allen E. Paulson College of Science and Technology, su cost.georgiasouthern.edu. URL consultato il 2 maggio 2011 (archiviato dall'url originale il 29 gennaio 2008).

La squadra sportiva della Georgia Southern University prende il nome di Georgia Southern Eagles e partecipa al Collegiate Athletic Association (NCAA) Division I e alla Southern Conference: Gli Eagles sono l'unica squadra della propria categoria a vincere sei volte il campionato nazionale.